# 苔原狼
苔原狼（学名：Canis lupus albus）是一个原于歐亞大陸苔原地带和从芬兰至堪察加半島丛林苔原地带的灰狼亚种。1792年由罗伯特·克尔对苔原狼进行首次描述，描述其居住在葉尼塞河周围，并且有着价值非常高的皮毛。

## 描述
苔原狼是一个相对较大的亚种，毛非常长，浓密、蓬松和柔软。毛色通常呈浅灰色。下层皮毛是深灰色的，而上层皮毛则是灰红色的。雄性成年苔原狼的平均身长为118-137厘米，而雌性则为112-136厘米。雖然有些文献提到苔原狼的体型比欧亚狼大，但根据近期数据显示欧亚狼的体重比苔原狼更重。雄性苔原狼的平均体重为40-49公斤，雌性为36.6-41公斤。1951至1961年间，共在泰梅爾半島和卡寧半島捕捉了500头狼，其中体型最大的是在泰梅爾半島杜德普塔河北部捕捉的一只雄性老年狼，其体重达到了51公斤。

## 棲息地和飲食
苔原狼通常栖息在河谷、灌木丛和森林中的空旷地区。冬季的时候，苔原狼绝大多数的时候都会以馴鹿为食，但有时候也会吃北极狐，野兔等其他动物。20世纪五十年代在涅涅茨自治區捕获了74只狼，其胃内残余的食物中93.1%都是驯鹿。夏季的时候，苔原狼则以鸟类，小型囓齒类动物和刚出生的幼年驯鹿为食。